# Strada nazionale 10 (Regno d'Italia)
La strada nazionale 10 era una strada nazionale del Regno d'Italia, che congiungeva Gorizia al Regno dei Serbi, Croati e Sloveni presso Kalce, oltre ad una diramazione verso sud fino a Resderta.
Venne istituita nel 1923 con il percorso "Gorizia - Aidussina - Zoll - Confine Jugoslavo verso Kalce, con diramazione Aidussina - Prewald".
Nel 1928, in seguito all'istituzione dell'Azienda Autonoma Statale della Strada (AASS) e alla contemporanea ridefinizione della rete stradale nazionale, il suo tracciato costituì per intero la nuova strada statale 56 di Aidussina, mentre la diramazione venne a costituire il primo tratto della strada statale 57 del Vipacco e dell'Idria.